# Nicolaus Weigel
Nicolaus Weigel (häufig auch Nikolaus Weigel; * um 1396 in Hennersdorf, Herzogtum Ohlau; † 11. September 1444 in Leipzig) war ein deutscher römisch-katholischer Theologe und Geistlicher.

## Leben
Nicolaus Weigel studierte ab 1414 an der Universität Leipzig. Er erlangte 1416 den Grad eines Bakkalaureus und 1418 den eines Magisters. Er wurde Professor an der Universität. Im akademischen Jahr 1423/1424 war er Dekan der Artistenfakultät, ab 1426 Vizekanzler sowie ab dem 23. April 1427 bis Sommer 1427 Rektor der Universität. Der Bischof von Meißen Johannes Hoffmann von Schweidnitz vollzog ebenfalls 1427 seine Priesterweihe. 1431 erhielt er den Bakkalaureusgrad in Theologie, später wurde er Professor der Theologie.
Nicolaus Weigel wurde als Vertreter der Universität Leipzig, des Herzogs von Sachsen sowie des Bischofs von Meißen von 1433 bis 1436 und nochmal 1442 zum Konzil von Basel entsendet. Dort wurde er unter anderem 1436 zum Ablasskommissar für die Kirchenprovinz Magdeburg und für das Bistum Meißen ernannt. Er verfasste in dieser Zeit eine kleinere Abhandlung über den Ablass sowie 1441 den Tractatus de indulgentiis, der heute als eine der umfangreichsten mittelalterlichen Ablassschriften gilt.
Nicolaus Weigel wirkte als Prediger in Leipzig und wurde außerdem Domherr am Breslauer Dom. Daneben war er auch Domherr am Liegnitzer Dom. Am 30. Mai 1441 wurde ihm der Grad eines Dr. theol. verliehen.